# Deportes Santa Cruz
Deportes Santa Cruz ist ein 1913 gegründeter Fußballverein aus Santa Cruz, Chile. Die Mannschaft spielt aktuell in der Primera B, der zweiten Liga in Chile.

## Geschichte
Der Verein wurde 1913 beim Spiel zwischen den Rivalen Union Club und Commerce Club, als sich die beiden sportlichen Leiter Dr. Sergio Cabrera Andrade und Joaquín Muñoz (auch unter Don Joaco bekannt) auf eine Fusion einigten, Unión Comercio gegründet. In der Anfangszeit war der Verein vor allem für seine Basketball-Abteilung bekannt.
Im Fußball dauerte es bis 1983 bis Unión Comercio vom Verband Asociación Central de Fútbol (ACF) in die zweite Liga, der Segunda División, eingeladen wurde. Zuvor nahm der Klub an den Regionalmeisterschaften teil. Am 2. März 1983 änderte der Verein zur ersten Zweitligateilnahme seinen Vereinsnamen in Club Unión Santa Cruz. Dort konnte sich der Verein bis 1987 halten, als er als Tabellenletzter der Zona Sur in die dritte Liga, die Tercera División, absteigen musste. Dort erreichte Santa Cruz zwar immer die Liguilla de ascenso um den Aufstieg, doch dieser gelang erst im Jahr 1991. Im letzten Spiel setzte sich Santa Cruz bei Deportes Laja mit 1:0 durch und gewann die Liguilla.
In der zweiten Liga zeigte der Verein in den folgenden Jahren schwankende Leistungen. Zu den finanziellen und administrativen Fehlentscheidungen kamen 1998 auch sportlicher Misserfolg und so stieg der Verein erneut in die Drittklassigkeit ab. Auch die Neuordnung des Vereins inklusive Namensänderung auf den heutigen Namen Deportes Santa Cruz brachte keine Kontinuität, man stieg 2008 sogar in die Tercera División B ab, die vierte Liga des Landes.
In der Tercera B verblieb der Verein vier Jahre, ehe er sich in der Finalphase 2012 durch einen 3:0-Sieg gegen den direkten Konkurrenten Malleco Unido mit einem Punkt Vorsprung zum Meister krönte.
Durch den neuen Präsidenten Héctor Iriarte bekam der Verein Stabilität in seine Finanzen und schaffte nach nur zwei Jahren in der Tercera A, aber 17 Jahren in unterklassigen Ligen, als Vizemeister den Aufstieg zurück in den professionellen Fußball. In der Segunda División konnte sich Deportes Santa Cruz schnell etablieren und holte in der ersten Phase 2018 den ersten Platz. Auch in der Finalrunde setzte sich das Team souverän als Meister durch und stieg nach 20 Jahren Abwesenheit wieder in die Primera B, die zweite Liga, auf.

## Stadion
Deportes Santa Cruz trägt seine Heimspiele im Estadio Municipal Joaquín Muñoz García in Santa Cruz aus. Das Stadion wurde 1920 eröffnet und fasst heute 4500 Zuschauer.

## Rivalitäten
Erzrivale des Vereins ist der Colchagua CD, der in der Stadt San Fernando beheimatet ist, die ebenfalls wie Santa Cruz in der Provinz Colchagua liegt. Die Duelle werden auch Clásico Huaso genannt, allerdings ist Colchagua 2021 in die Tercera División (4. Liga) abgestiegen.

## Erfolge
- Meister der Segunda Division: 2018
- Meister der Tercera Division: 1991
- Meister der Cuarta Division: 2012